# Rakuen
Singles de Yuki Uchida
Heartbreak Sniper
(1997) Rakuen ~Memorial Tracks~
(1999)
Rakuen (楽園) est le dixième (et dernier) single de Yuki Uchida, portant cette fois la mention supported by Chuyan écrite sous son nom. Il est écrit et produit par Hiromasa Ijichi, et sort le 25 août 1999 au Japon sur le label King Records, un an après son précédent single Heartbreak Sniper, au format mini-CD de 8 cm habituel à l'époque. Il atteint la 28e place du classement Oricon, et reste classé pendant quatre semaines, se vendant à 34 000 exemplaires durant cette période. Une deuxième version du single sortira deux mois plus tard au nouveau format maxi-single de 12 cm avec des titres supplémentaires : Rakuen ~Memorial Tracks~.
La chanson-titre a été utilisée comme thème musical pour la séquence régulière Swan no Tabi in The World de l'émission télévisée Susume! Denba Shounen's. Une deuxième version figure en "face B". Uchida se consacrant désormais à sa carrière d'actrice, elle ne sortira plus d'autre disque original ; cette chanson figurera finalement sur sa compilation Perfect Best qui sortira douze ans plus tard en 2010.

## Liste des titres
1. Rakuen (Original Mix) (Uchida Yuki supported by Chuyan) (楽園...?)
2. Rakuen (Hikigatari Version '99) (楽園 (弾き語りヴァージョン’99?)
3. Rakuen (Instrumental) (楽園...?)